# W★ING認定世界ヘビー級王座
W★ING認定世界ヘビー級王座（ウ★イングにんていせかいヘビーきゅうおうざ）は、W★INGプロモーションが管理、認定していた王座。

## 歴史
1993年7月11日、W★INGプロモーション横浜文化体育館大会で行われた初代王座決定トーナメントに優勝したクラッシュ・ザ・ターミネーターが初代王者になった。
1994年3月13日、W★INGの崩壊により封印。
1995年、I.W.A.JAPANで王座が復活するもすぐに封印された。

## 歴代王者
| 歴代  | 選手                           | 戴冠回数 | 防衛回数 | 戴冠日付      | 獲得場所 （対戦相手・その他）           |
| ----- | ------------------------------ | -------- | -------- | ------------- | --------------------------------------- |
| 初代  | クラッシュ・ザ・ターミネーター | 1        | 0        | 1993年7月11日 | 横浜文化体育館 ゴリアス・エル・ヒガンテ |
| 第2代 | クリプト・キーパー             | 1        | 2        | 1993年8月31日 | 秋田市立体育館 1994年3月13日封印        |
| 第3代 | 小野浩志                       | 1        | 0        | 1995年2月3日  | 後楽園ホール クリプト・キーパー         |
| 第4代 | クリプト・キーパー             | 2        | 0        | 1995年6月2日  | 松阪市総合体育館 1995年封印             |